# Xenoandrogene
Xenoandrogene sind eine lose Gruppe künstlicher Stoffe, die eine zum menschlichen Steroidhormon Testosteron ähnliche Struktur haben und durch industrielle Emissionen in die Umwelt gelangen. Genannt werden z. B. Nicotinamide und Tributylzinn, Triphenylzinn und Methyltestosteron.
In die Umwelt freigesetzte Xenoandrogene könnten schädliche Wirkungen auf Tiere und Menschen haben. Zebrabärblinge (Danio rerio), die langdauernd niedrigen Konzentrationen von Xenoandrogenen und Xenoöstrogenen ausgesetzt wurden, erlitten Genschäden. Bei Mollusken riefen Tributylzinn und Methyltestosteron einen Imposex hervor (Auftreten von männlichen Geschlechtsmerkmalen bei Weibchen). In einer Studie mit Europäern und Inuit, die Xenoandrogenen in ihrer Umwelt in unterschiedlichem Maß ausgesetzt waren, könnten DNA-Schäden im Sperma verursacht worden sein.